# Деионей
Деионей (др.-греч. Δηιονεύς) — герой греческой мифологии из фессалийского цикла, отец Дии, убитый своим зятем Иксионом.

## В мифологии

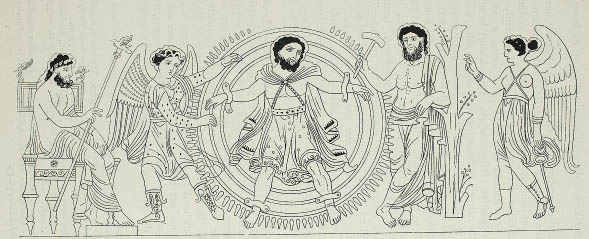
Изображение Иксиона на апулийской амфоре

Деионей упоминается в античных источниках только в связи с мифом о его зяте — фессалийском герое Иксионе. О происхождении Деионея ничего не сообщается. При этом Нонн Панополитанский пишет, что жена Иксиона была родом из Перребии — региона в северной Фессалии
У Деионея была дочь Дия, которую Иксион захотел сделать своей женой. Отец девушки согласился отдать её замуж, условившись о богатом свадебном даре. Однако Иксион не хотел платить; тогда Деионей взял у него в залог коней. Позже Иксион пригласил тестя к себе в гости, по словам Диодора Сицилийского, «пообещав слушаться его во всём», и столкнул в огненную яму, прикрытую сверху досками. Так Деионей погиб. Это было первое в Элладе убийство члена семьи — настолько страшное преступление, что и боги, и люди отказали убийце в очищении. В результате Иксион сошёл с ума.
Внуком Деионея был Пирифой. По альтернативным версиям мифа, отца Дии звали Гесионей или Эионей.

## В искусстве
Миф об Иксионе стал сюжетной основой для ряда пьес античных драматургов (Эсхила, Софокла, Еврипида, Тимесифея, Каллистрата), но тексты всех этих произведений утрачены, и детали сюжета остаются неизвестными. Есть предположение, что Деионей был персонажем трагедии Эсхила «Иксион», которая могла быть целиком посвящена гибели этого героя.